# 14-й фронт (Япония)
14-я армия (яп. 第14軍), впоследствии переименованная в 14-й фронт (яп. 第14方面軍) — группировка сухопутных войск японской императорской армии, находившаяся в годы Второй мировой войны на Филиппинах.

## 14-я армия
14-я армия была сформирована 6 ноября 1941 года как часть Южной группы армий, предназначенная для захвата Филиппин. В неё входили 16-я и 48-я пехотные дивизии и 65-я пехотная бригада. В январе 1942 года 48-я дивизия была передана в 16-ю армию, предназначенную для действий в Нидерландской Ост-Индии, а вместо неё прибыла 4-я дивизия, но генерал Хомма требовал больше подкреплений для прорыва укреплений противника на полуострове Батаан, и были дополнительно присланы 10-й отдельный гарнизон, пехотный полк 5-й дивизии, пехотный полк 18-й дивизии, пехотный полк 21-й дивизии, отдельный полк горной артиллерии, отдельная батарея 240-мм гаубиц на механической тяге, полк 240-мм гаубиц.
В июне 1942 года 14-я армия перешла в непосредственное подчинение Императорской Ставки, а генерал Хомма был заменён на генерала Танака. Однако Хомма, находившийся при штабе Южной группы армий в Сайгоне, продолжал отдавать приказы 14-й армии, которые иногда шли в противоречие с приказами, поступающими из Токио. Младшие офицеры использовали эту ситуацию для того, чтобы не исполнять те приказы, которые им не нравились, ссылаясь на наличие противоречащих указаний.
На более позднем этапе мировой войны 1-я дивизия была переброшена на Филиппины, где стала ядром 14-й армии генерала Томоюки Ямаситы. После высадки союзников на Лейте, 1-я дивизия высадилась на его западном побережье 1 ноября 1944 года. Наступая на север, дивизия встретилась серьёзное сопротивление и была вынуждена перейти к обороне. По итогам битвы из 11 000 бойцов 1-й дивизии в живых остались 800, и она перестала быть значимой боевой единицей.
Когда общая военная ситуация стала ухудшаться, и Союзники начали готовиться к высадке на Филиппинах, 14-я армия из входивших в её состав отдельных бригад и резервных частей сформировала 100-ю, 102-ю, 103-ю и 105-ю дивизии.

## 14-й фронт
28 июля 1944 года 14-я армия была официально переименована в 14-й фронт. В августе на его усиление прибыли 8-я и 10-я дивизии, также под его контроль была передана 35-я армия.
14-й фронт понёс большие потери во время освобождения Филиппин Союзниками в 1944—1945 годах.

## Список командного состава

### Командующие
|   | Имя                               | С                | По               |
| - | --------------------------------- | ---------------- | ---------------- |
| 1 | Генерал-лейтенант Масахару Хомма  | 6 ноября 1941    | 1 августа 1942   |
| 2 | Генерал-лейтенант Сидзуити Танака | 1 августа 1942   | 19 мая 1943      |
| 3 | Генерал-лейтенант Сигэнори Курода | 19 мая 1943      | 26 сентября 1944 |
| 4 | Генерал Томоюки Ямасита           | 26 сентября 1944 | 15 августа 1945  |

### Начальники штаба
|   | Имя                             | С               | По              |
| - | ------------------------------- | --------------- | --------------- |
| 1 | Генерал-лейтенант Масами Маэда  | 6 ноября 1941   | 20 февраля 1942 |
| 2 | Генерал-майор Такадзи Вати      | 20 февраля 1942 | 22 марта 1944   |
| 3 | Генерал-лейтенант Харуки Исаяма | 22 марта 1944   | 19 июня 1944    |
| 4 | Генерал-лейтенант Цутио Ямагути | 19 июня 1944    | 28 июля 1944    |
| 5 | Генерал-майор Рёдзо Сакума      | 28 июля 1944    | 5 октября 1944  |
| 5 | Генерал-майор Акира Муто        | 5 октября 1944  | 15 августа 1945 |